# Befehlshaber der Sicherung der Nordsee
Der Befehlshaber der Sicherung der Nordsee (B.S.N.) war eine Kommandobehörde der Kriegsmarine im Zweiten Weltkrieg. Nicht zu verwechseln ist sie mit dem Befehlshaber der Seestreitkräfte der Nordsee, einem Bereichsbefehlshaber der Bundesmarine.

## Geschichte
Gegen Ende des Ersten Weltkrieges amtierte Hans Zenker im Jahre 1918 als Befehlshaber der Sicherung der Nordsee. Bis Januar 1930 bestand ein Befehlshaber der Seestreitkräfte der Nordsee, welcher unter dem Kürzel B.S.N. bestand.
Im Rahmen der Aufrüstung der Wehrmacht wurde dem II. Admiral der Nordsee auch die Mobilmachungs-Vorarbeit für die Dienststelle Befehlshaber der Sicherung der Ostsee übertragen. Im Oktober 1937 gebildet, war der B.S.N. zu Beginn des Zweiten Weltkriegs truppendienstlich der Marinestation der Nordsee und einsatzmäßig dem Marinegruppenkommando West unterstellt. Ihm unterstanden operativ der Führer der Minensuchboote West und der Führer der Vorpostenboote West, truppendienstlich auch die in der Nordsee befindlichen Minenschiffe und U-Bootjäger, die ab Januar 1940 dem neuen Führer der Sonderverbände West unterstellt waren.
Nach dem Westfeldzug und der Besetzung der Niederlande, Belgiens und Frankreichs verlegten der Führer der Minensuchboote West und der Führer der Vorpostenboote West nach Frankreich. Die Dienststelle des Führers der Sonderverbände West wurde aufgelöst. Alle Minenschiffe wurden zum Unternehmen Seelöwe zusammengezogen und dem Führer der Minenschiffe unterstellt. Danach unterstanden dem B.S.N. der Führer der Minenschiffe Nord und der Führer der Vorpostenboote Nord, truppendienstlich auch die Minenschiffgruppe Nord des Führers der Minenschiffe.
Durch die Besetzung Dänemarks im April 1940 vergrößerte sich der Befehlsbereich des B.S.N. nach Norden bis Hanstholm. Nach der Besetzung der Niederlande im Mai 1940 erweiterte sich der Befehlsbereich im Süden bis zur Scheldemündung. Die 1. Sicherungsdivision des B.S.W. trat damit unter den Befehl des B.S.N. In Vorbereitung auf den Einmarsch in die Sowjetunion wurde der Führer der Minenschiffe Nord in die Ostsee verlegt und im März 1942 in Führer der Minenschiffe Ost umbenannt.
Die Flottillen im ursprünglichen Befehlsbereich des B.S.N. (Deutsche Nordseeküste) wurden im März 1942 zur 5. Sicherungs-Division zusammengefasst. Lediglich die Sicherung des dänischen Küstenvorfeldes wurde mit Aufstellung der 8. Sicherungs-Division an den Kommandierenden Admiral Skagerrak abgegeben.
Mit Auflösung der Dienststelle B.S.N. im Januar 1945 wurde die 1. Sicherungs-Division einsatzmäßig dem Kommandierenden Admiral in den Niederlanden und die 5. Sicherungs-Division dem Kommandierenden Admiral Deutsche Bucht unterstellt.

## Befehlshaber
- Vizeadmiral Otto von Schrader, ab Oktober 1937
- Vizeadmiral Eberhard Wolfram, ab April 1940
- Konteradmiral Ernst Lucht, April 1943 bis Januar 1945

## Chefs des Stabes
- Kapitän zur See Theodor Krancke: von August 1939 bis Oktober 1939
- Kapitän zur See Oskar Schomburg: von Oktober 1939 bis April 1940
- Fregattenkapitän Karl Weniger: von April 1940 bis Juni 1940, vormals Erster Admiralstabsoffizier
- Kapitän zur See Kurt Böhmer: von Juni 1940 bis Oktober 1940
- Kapitän zur See Ulrich Brocksien: von Dezember 1940 bis Februar 1942
- Kapitän zur See Herbert Stohwasser: von Februar 1942 bis Mai 1942
- Kapitän zur See d. R. Max Klein: von Mai 1942 bis April 1944
- Korvettenkapitän d. R. Kurt Dietrich: von April 1944 bis Januar 1945